# Гаџин Хан
Гаџин Хан је насеље и седиште истоимене општине, једне од једанаест општина у Нишавском управном округу, у непосредној близини Ниша, од кога је удаљен 18 километара. Према попису из 2022. има 1.194 становника (према попису из 2011. било је 1.223 становника).
Самим центром Гаџиног Хана доминира трг на коме се налази споменик Драгутину Матићу солунском ратнику (званом „око соколово”), аутора Дринка Радовановић.
Овде се налази ФК Заплањац.

## Етимологија
Након измештања трасу пута Ниш—Бабушница Османлије су прокопале трасу пута кроз брдо Срок чиме су не само исправили већ и скратили тај пут. Од тада се место звало Прокопова Кутина. Усек је прокопала раја овог краја, кулуком око 1850. године.
Нешто касније за време владавине Османлија браћа Станко и Стојан Николић, родом из Јелашнице, дошли су у Прокопову Кутину и саградили хан (механу). Хан је саграђен на месту где је данас Дом културе. Уз хан су браћа сазидала штале за око 30 коња. Један од власника овог хана звао се Станко а надимак му је био Гаџа. Како у близини није било хана, народ из околних села који је одлазио код Гаџе у хан, говорио је да иде у „Гаџин хан”. Негде око 1880. године Станко се одселио у Ниш, где и данас има своје потомке. После Станковог одсељења хан је прво преузео Младен Крстић, такође из Јелашнице а потом је било и других власника.
До ослобођења 1944. године насеље се званично звало Прокопова Кутина и тако је стајало на згради општине. После ослобођења прихваћен је назив Гаџин Хан.

## Географија
Гаџин Хан лежи на ушћу Копривничке реке и реке Венежице у Кутинску реку, у средишњем делу Заплањске котлине, чији значајан елемент тектонског рељефа чине планине, које захватају велико пространство. Планински венци окружују Гаџин Хан и чинећи његову околину морфолошки разноликом.
Планине источне зоне припадају групи млађих веначних планина и одликују се разноврсним геолошким саставом и морфологијом. У њиховој грађи поред палеозојских шкриљаца, учествују кречњаци и доломити мезозојске старости. Зато су на њима заступљени различити облици рељефа, превасходно крашки.
Планине које читаво Јужно Поморавље одвајају од осталих морфотектонских целина припадају Средишњој зони громадних планина и котлина. То су Селичевица, Крушевица и Бабичка гора. Део котлине који залази у Балканску Србију представљен је Сувом планином.

### Положај и пространство
Гаџин Хан је лоциран 18 km од Ниша, 53 km од Пирота и 40 km од Лесковца, у Заплањској котлини, на долинским странама Кутинске реке, код ушћа њених десних притока (Копривничке реке и Венежице), у подножју Суве планине (1810 m), Селичевице (903 m) и Бабичке Горе (1059 m) на надморској висини од 270–320 m. Насеље пресеца регионални пут Ниш—Равна Дубрава са крацима ка Власотинцу и Бабушници. Гаџин Хан припада истоименој катастарској општини, чија је површина 7,55 км². Изграђени део насеља обухвата 1,20 км² или 15,9% површине атара.

## Демографија
Постанак насеља
На обалама Кутинске реке некада су постојале четири кутине (насеља):
- Еминова Кутина (сада Први Кутина),
- Драшкова Кутина (сада Тасковићи),
- Прокопова Кутина (сада Гаџин Хан) и
- Марина Кутина, која се и данас тако зове.

Све четири кутине за време Османлија нису биле на местима где се данас налазе. Кутина, која је сада Гаџин Хан налазила се у долини источно од данашњег насеља и то на око 1,5—2 километра од садашњег центра.
У Гаџином Хану је било седиште Копривничког среза, још 1878. године, који је имао 41 село, 1.689 домаћинстава и 13.456 становника. Срез је укинут 1885. године, а потом поново формиран под именом Заплањски срез са седиштем у Прокоповој Кутини (Гаџином Хану). Срез је имао 58 села са 3.989 становника.
Бројност и структура становништва
У насељу Гаџин Хан живи 990 пунолетних становника, а просечна старост становништва износи 38,8 година (38,1 код мушкараца и 39,4 код жена). У насељу има 440 домаћинстава, а просечан број чланова по домаћинству је 2,83.
Ово насеље је великим делом насељено Србима (према попису из 2002. године).
|             | \| Демографија[3] \| Демографија[3] \| Демографија[3] \| \| Година \| Становника \| Становника \| \| -------------- \| -------------- \| -------------- \| \| 1948. \| 931 \| \| \| 1953. \| 951 \| \| \| 1961. \| 879 \| \| \| 1971. \| 903 \| \| \| 1981. \| 997 \| \| \| 1991. \| 1.131 \| 1.123 \| \| 2002. \| 1.245 \| 1.254 \| \| 2011. \| 1.223 \| \| \| 2022. \| 1.194 \| \| |            |
| Демографија | |            |
| Година      | Становника | Становника |
| 1948.       | 931 |            |
| 1953.       | 951 |            |
| 1961.       | 879 |            |
| 1971.       | 903 |            |
| 1981.       | 997 |            |
| 1991.       | 1.131 | 1.123      |
| 2002.       | 1.245 | 1.254      |
| 2011.       | 1.223 |            |
| 2022.       | 1.194 |            |

| Етнички састав према попису из 2002.‍ | Етнички састав према попису из 2002.‍ | Етнички састав према попису из 2002.‍ | Етнички састав према попису из 2002.‍ | Етнички састав према попису из 2002.‍ |
| ------------------------------------ | ------------------------------------ | ------------------------------------ | ------------------------------------ | ------------------------------------ |
|                                      |                                      |                                      |                                      |                                      |
| Срби                                 | Срби                                 |                                      | 1.166                                | 93,65%                               |
| Роми                                 | Роми                                 |                                      | 29                                   | 2,32%                                |
| Црногорци                            | Црногорци                            |                                      | 10                                   | 0,80%                                |
| Хрвати                               | Хрвати                               |                                      | 3                                    | 0,24%                                |
| Македонци                            | Македонци                            |                                      | 3                                    | 0,24%                                |
| Словаци                              | Словаци                              |                                      | 1                                    | 0,08%                                |
| Русини                               | Русини                               |                                      | 1                                    | 0,08%                                |
| Руси                                 | Руси                                 |                                      | 1                                    | 0,08%                                |
| Југословени                          | Југословени                          |                                      | 1                                    | 0,08%                                |
| непознато                            | непознато                            |                                      | 26                                   | 2,08%                                |

| Година пописа     | 1948. | 1953. | 1961. | 1971. | 1981. | 1991. | 2002. |
| ----------------- | ----- | ----- | ----- | ----- | ----- | ----- | ----- |
| Број домаћинстава | 177   | 195   | 232   | 281   | 326   | 371   | 440   |

| Број чланова      | 1  | 2   | 3  | 4   | 5  | 6  | 7 | 8 | 9 | 10 и више | Просек |
| ----------------- | -- | --- | -- | --- | -- | -- | - | - | - | --------- | ------ |
| Број домаћинстава | 84 | 119 | 76 | 123 | 26 | 11 | 1 | 0 | 0 | 0         | 2,83   |

| Пол    | Укупно | Неожењен/Неудата | Ожењен/Удата | Удовац/Удовица | Разведен/Разведена | Непознато |
| ------ | ------ | ---------------- | ------------ | -------------- | ------------------ | --------- |
| Мушки  | 529    | 131              | 346          | 22             | 11                 | 19        |
| Женски | 508    | 72               | 348          | 65             | 13                 | 10        |
| УКУПНО | 1.037  | 203              | 694          | 87             | 24                 | 29        |

| Пол    | Укупно                    | Пољопривреда, лов и шумарство | Рибарство                            | Вађење руде и камена | Прерађивачка индустрија       |
| ------ | ------------------------- | ----------------------------- | ------------------------------------ | -------------------- | ----------------------------- |
| Мушки  | 271                       | 7                             | 0                                    | 0                    | 108                           |
| Женски | 203                       | 12                            | 0                                    | 0                    | 101                           |
| УКУПНО | 474                       | 19                            | 0                                    | 0                    | 209                           |
| Пол    | Производња и снабдевање   | Грађевинарство                | Трговина                             | Хотели и ресторани   | Саобраћај, складиштење и везе |
| Мушки  | 6                         | 32                            | 13                                   | 2                    | 15                            |
| Женски | 1                         | 3                             | 14                                   | 6                    | 2                             |
| УКУПНО | 7                         | 35                            | 27                                   | 8                    | 17                            |
| Пол    | Финансијско посредовање   | Некретнине                    | Државна управа и одбрана             | Образовање           | Здравствени и социјални рад   |
| Мушки  | 1                         | 0                             | 43                                   | 13                   | 10                            |
| Женски | 4                         | 2                             | 13                                   | 13                   | 21                            |
| УКУПНО | 5                         | 2                             | 56                                   | 26                   | 31                            |
| Пол    | Остале услужне активности | Приватна домаћинства          | Екстериторијалне организације и тела | Непознато            | Непознато                     |
| Мушки  | 4                         | 0                             | 0                                    | 17                   | 17                            |
| Женски | 4                         | 0                             | 0                                    | 7                    | 7                             |
| УКУПНО | 8                         | 0                             | 0                                    | 24                   | 24                            |

Демографски развој
Основна карактеристика демографског развоја Гаџиног Хана у периоду 1948. до 2002. је значајан и континуиран пораст укупног броја становника, које је у овом периоду увећано 1,3 пута (са индексом пораста 2002/1948. од 133,7).
Прерастање Гаџиног Хана у гравитациони центар Заплања имао је за последицу, између осталог и досељавање становништва, током савременог периода, већином из сеоских насеља Заплања. Године 2002. имиграционо становништво чинило је 58,2% укупне популације (од тога је 68,4% досељено из сеоских насеља са територије општине Гаџин Хан).
Досељавање је било најинтензивније од 1961. до 2002. када се у Гаџин Хан доселило 90,2% имиграционог становништва.

## Културне и туристичке манифестације
У Народној библиотеци „Бранко Миљковић” у Гаџин Хану одржава се велики број културних манифестација значајних за културни живот Гаџиног Хана и Заплања. Од ових манифестација најзначајније су:
- Миљковићеве поетских свечаности. Награда која се додељује на Миљковићевим поетским свечаностима зове се „Заплањски орфеј“.
- Српског сабора свечарских оркестара.
- Изложбе познатих сликара и вајара.
- Женскe колоније ликовних уметница.
- Колонија ликовних аматера „17 воденица”.

## Галерија 2023. године
- Продавница
- Аутобуска станица
- Кућа поред пута